# Los Helicópteros
Los Helicópteros es una banda argentina de rock integrante del movimiento de la música divertida de inicios de los años 1980.
La banda fue formada en 1981 por Uki Goñi, Marcelo O'Reilly, Ramiro Bustos Fierro y Chapete Cesar. Grabó cuatro LP previo a su disolución en 1987, los primeros tres para el sello PolyGram y el cuarto para DBN.
Obtuvieron su mayor hit en 1982 con el tema Radio Venus, que incluso fue promocionado con un videoclip, formato por entonces novedoso en Argentina. Como exponentes de la música divertida (que ellos denominaban como música pep, igual que su álbum debut) fueron importantes eslabones en la historia del rock argentino, sirviendo como enlace entre el sonido progresivo de los años '70 y el sonido que en los '80 llevaría a las bandas argentinas como Miguel Mateos/ZAS, Virus y Soda Stereo a conquistar América.

## Historia

### Música Pep(1982)
La banda revolucionó la escena musical argentina con su estilo desenfrenado (al que ellos titularon "Música Pep", en el año 1982). La canción "Radio Venus" se convierte en el primer gran hit de la banda.
Hay otras canciones destacadas como "Supersticiosa" y "Provocativa".

### Tic-Tic(1983)
En 1983 sacan su segundo disco de estudio, titulado como "Tic-Tic" y las canciones principales son "Playero Urbano" y "Dislexica". 

### Publicación del discoLos Helicópterosen 1984 y separación en 1987
En 1984 sacan su tercer disco de estudio, titulado "Los Helicópteros". Las canciones clásicas como:
•   "Date vuelta Betina": El ritmo de esta canción es de ritmo alegre y bailable.
•   "Novia con Guita": El ritmo de esta canción no es la misma que la anterior.
La banda se separa en 1987.

### Regreso en el año 2000 y publicación del discoGirasolesen 2005
La banda vuelve a estar en actividad en 2005.
En el 2005, un nuevo trabajo en CD, titulado Girasoles fue editado por Epsa Music, con invitados tales como Adrián Dárgelos de Babasónicos, Flavio Cianciarulo de Los Fabulosos Cadillacs, María Gabriela Epumer, Peteco Carabajal, Vitico, Jorge Durietz, Miguel Zavaleta, entre otros.

## Discografía
| Year | Title            |
| ---- | ---------------- |
| 1982 | Música Pep       |
| 1983 | Tic-Tic          |
| 1984 | Los Helicópteros |
| 1986 | Fuego & Cemento  |
| 2005 | Girasoles        |

## Integrantes
- Uki Goñi - Voz- guitarra
- Marcelo O'Reilly - Guitarra
- Ramiro Bustos Fierro - Bajo
- Chapete César - Batería